# Liste der Autorenbeteiligungen und Produktionen von Djorkaeff
Dies ist eine Übersicht über die Kompositionen und Produktionen des deutschen Musikers, Komponisten und Produzenten Djorkaeff. Zu berücksichtigen ist, dass Hitmedleys, Remixe, Liveaufnahmen oder Neuaufnahmen des gleichen Interpreten nicht aufgeführt werden.

## /
| Jahr | Titel            | Interpret                    | Funktion                   |
| ---- | ---------------- | ---------------------------- | -------------------------- |
| 2009 | “Gangsta” Rapper | Fler feat. Godsilla & Reason | Co-Komponist, Co-Produzent |
| 2014 | #BITCHICHBINFAME | Shindy                       | Co-Komponist, Co-Produzent |

## #
| Jahr | Titel                        | Interpret                     | Funktion                   |
| ---- | ---------------------------- | ----------------------------- | -------------------------- |
| 2015 | 12 Cheeseburger              | Ali Bumaye                    | Co-Komponist, Co-Produzent |
| 2011 | 6ter                         | Silla                         | Co-Komponist               |
| 2019 | 110                          | Capital Bra x Samra feat. Lea | Co-Komponist, Co-Produzent |
| 2018 | 194 Länder                   | Mark Forster                  | Co-Komponist, Co-Produzent |
| 2009 | 333SDK – Satans dicke Kinder | Prinz Pi                      | Co-Komponist               |
| 2011 | 2011                         | Fler                          | Co-Produzent               |

## A
| Jahr | Titel                        | Interpret                        | Funktion                   |
| ---- | ---------------------------- | -------------------------------- | -------------------------- |
| 2012 | A.M.Y.F.                     | Bushido                          | Co-Komponist, Co-Produzent |
| 2012 | Aaliyah                      | Bushido                          | Co-Komponist, Co-Produzent |
| 2017 | Achterbahn                   | Helene Fischer                   | Co-Komponist               |
| 2004 | Action Goes                  | Smoke                            | Co-Komponist               |
| 2012 | Addicted                     | Axeela                           | Co-Komponist               |
| 2013 | Ain’t No Fun                 | Nitro                            | Co-Komponist, Co-Produzent |
| 2011 | Air Max                      | Fler                             | Co-Produzent               |
| 2010 | Airmax auf Beton             | Bushido feat. Fler               | Co-Komponist, Co-Produzent |
| 2007 | Albträume                    | Godsilla feat. Amir              | Produzent                  |
| 2009 | Alle Drinks auf mich         | Bass Sultan Hengzt               | Komponist, Produzent       |
| 2010 | Alle gefickt                 | Fler                             | Co-Komponist, Co-Produzent |
| 2014 | Alle meine Fans              | Shindy feat. Kollegah            | Co-Produzent               |
| 2015 | Alles gut in der Hood        | Ali Bumaye                       | Co-Komponist, Co-Produzent |
| 2010 | Alles ist vergänglich        | Fler                             | Co-Komponist, Co-Produzent |
| 2008 | Alles was ich brauch         | Fler                             | Co-Komponist, Produzent    |
| 2009 | Alles wird gut               | Bushido                          | Co-Komponist               |
| 2010 | Alles wird gut               | Airmax                           | Co-Komponist, Co-Produzent |
| 2008 | Alqaida auf Deutsch          | Frank White & Godsilla           | Co-Komponist, Produzent    |
| 2014 | AMG                          | Bushido feat. Shindy             | Co-Komponist, Co-Produzent |
| 2012 | An Tagen wie diesen          | Kay One                          | Co-Komponist, Co-Produzent |
| 2007 | Anders als ihr               | Taichi                           | Co-Komponist               |
| 2012 | Anis Ferchichi               | Bushido                          | Co-Komponist, Co-Produzent |
| 2013 | Arbeit ist Out               | Shindy                           | Co-Komponist, Co-Produzent |
| 2004 | As Time Goes By              | Mad Maks & Chrizzow Flex         | Produzent                  |
| 2013 | Aschenflug                   | Adel Tawil feat. Sido & Prinz Pi | Co-Komponist, Co-Produzent |
| 2012 | Atme ein, atme aus           | Fler feat. Silla & G-Hot         | Co-Komponist               |
| 2011 | Auch wenn es manchmal regnet | 23                               | Co-Komponist, Co-Produzent |
| 2004 | Auf den Straßen              | Hecklah & Coch                   | Co-Komponist               |
| 2008 | Auf der Straße               | Frank White & Godsilla           | Co-Komponist, Produzent    |
| 2012 | Auf Leben und Tod            | Silla feat. RAF Camora & MoTrip  | Co-Komponist               |
| 2012 | Auf mich!                    | Kay One                          | Co-Komponist, Co-Produzent |
| 2013 | Auf Sand gebaut              | Adel Tawil                       | Co-Produzent               |

## B
| Jahr | Titel                        | Interpret                                     | Funktion                   |
| ---- | ---------------------------- | --------------------------------------------- | -------------------------- |
| 2014 | Bad Things                   | Aneta Sablik                                  | Co-Komponist               |
| 2014 | Bang Bang                    | Shindy feat. Bushido                          | Co-Komponist, Co-Produzent |
| 2014 | Baseballschläger             | Bushido                                       | Co-Komponist, Co-Produzent |
| 2010 | Battle on the Rockz          | Bushido feat. Fler & Kay One                  | Co-Komponist, Co-Produzent |
| 2014 | Bauch und Kopf               | Mark Forster                                  | Co-Programmierer           |
| 2018 | Benzema                      | Capital Bra                                   | Co-Komponist, Co-Produzent |
| 2013 | Benzin Beat                  | Djorkaeff & Beatzarre                         | Co-Komponist, Co-Produzent |
| 2006 | Berlin                       | Sera Finale                                   | Co-Komponist               |
| 2010 | Berlins Most Wanted          | Berlins Most Wanted                           | Co-Komponist               |
| 2012 | Bilder im Kopf               | Sido                                          | Co-Komponist               |
| 2013 | Bilder im Kopf               | Jakob Silye (Songtitel: Das Arche-Noah-Hotel) | Co-Komponist               |
| 2010 | Bis die Polizei kommt        | Kay One feat. Frauenarzt                      | Co-Komponist, Co-Produzent |
| 2010 | Bis zum Hals in der Scheisse | Fler                                          | Co-Komponist, Co-Produzent |
| 2007 | Bis zum letzten Tag          | Godsilla                                      | Produzent                  |
| 2020 | Bist du okay                 | Mark Forster × VIZE                           | Co-Komponist               |
| 2015 | Bitch                        | Ali Bumaye feat. Shindy                       | Co-Komponist, Co-Produzent |
| 2009 | Bitchfresse (L.M.S)          | Kitty Kat                                     | Co-Komponist, Co-Produzent |
| 2011 | Bitte                        | Doreen                                        | Co-Komponist, Co-Produzent |
| 2014 | Bitte ohne mich              | Nina Hafner                                   | Co-Komponist               |
| 2010 | Bitte vergiss mich nicht     | Kay One feat. Philippe Heithier               | Co-Komponist, Co-Produzent |
| 2008 | Bizz Action Drive            | Frank White & Godsilla feat. Orgi 69          | Co-Komponist, Produzent    |
| 2010 | Blaulicht bei Nacht          | Fler feat. Bushido                            | Co-Komponist, Co-Produzent |
| 2012 | Bleib wach                   | Fler & Silla                                  | Co-Komponist, Co-Produzent |
| 2014 | Blei-Patronen                | Bushido                                       | Co-Komponist, Co-Produzent |
| 2015 | BLN                          | Ali Bumaye feat. Bushido                      | Co-Komponist, Co-Produzent |
| 2007 | Blockchef                    | Godsilla                                      | Produzent                  |
| 2015 | Boa-Clan                     | BTNG                                          | Co-Komponist, Co-Produzent |
| 2012 | Boss                         | Kay One feat. Bushido                         | Co-Komponist, Co-Produzent |
| 2009 | Braves Mädchen               | Kitty Kat                                     | Co-Komponist, Co-Produzent |
| 2011 | Bring mich heim              | 23 feat. J-Luv                                | Co-Komponist, Co-Produzent |
| 2015 | BTNG                         | BTNG                                          | Co-Komponist, Co-Produzent |
| 2015 | Bulletproof                  | Ali Bumaye                                    | Co-Komponist, Co-Produzent |
| 2010 | Bushido                      | Kay One                                       | Co-Komponist, Co-Produzent |
| 2025 | Butterflies                  | Céline                                        | Co-Produzent               |
| 2015 | Butterfly Effect             | Bushido                                       | Co-Komponist, Co-Produzent |

## C
| Jahr | Titel               | Interpret                     | Funktion                   |
| ---- | ------------------- | ----------------------------- | -------------------------- |
| 2011 | Cash Money Brothers | Bushido feat. Kay One         | Co-Komponist, Co-Produzent |
| 2009 | Check mich aus      | Fler                          | Co-Komponist, Produzent    |
| 2010 | Chefetage           | King Orgasmus One             | Produzent                  |
| 2008 | Chefsache           | Fler feat. Sido               | Co-Komponist, Produzent    |
| 2015 | Come Home           | Miss Cee & The Sunshine State | Co-Komponist               |
| 2014 | Crackdealer Sound   | Bushido                       | Co-Komponist, Co-Produzent |

## D
| Jahr | Titel                     | Interpret                       | Funktion                   |
| ---- | ------------------------- | ------------------------------- | -------------------------- |
| 2014 | Damals in der Schule      | Trailerpark                     | Co-Komponist, Co-Produzent |
| 2011 | Dankbar                   | Bushido feat. J-Luv             | Co-Komponist, Co-Produzent |
| 2010 | Das alles ist Deutschland | Fler feat. Bushido              | Co-Produzent               |
| 2010 | Das ist Hip Hop           | Berlins Most Wanted             | Co-Komponist               |
| 2017 | Das Original              | Prinz Pi feat. Mark Forster     | Co-Komponist, Co-Produzent |
| 2012 | Das Spiel                 | Kay One feat. Emory             | Co-Komponist, Co-Produzent |
| 2012 | Das war’s                 | Kay One feat. Emory             | Co-Komponist, Co-Produzent |
| 2013 | Deep Diving               | Thilo Brandt                    | Co-Komponist, Co-Produzent |
| 2011 | Deepthroat                | Silla                           | Co-Komponist               |
| 2008 | Dein Leben                | Frank White & Godsilla          | Co-Komponist, Produzent    |
| 2007 | Deine Tränen              | Godsilla                        | Produzent                  |
| 2010 | Dein Zeit kommt           | Kay One feat. Fler              | Co-Komponist, Co-Produzent |
| 2009 | Der Block bleibt stehen   | Bass Sultan Hengzt              | Komponist, Produzent       |
| 2011 | Der erste Winter          | Cassandra Steen                 | Co-Komponist, Co-Produzent |
| 2012 | Der erste Winter          | Silla                           | Co-Komponist               |
| 2010 | Der Himmel soll warten    | Sido feat. Adel Tawil           | Co-Komponist               |
| 2005 | Deutschland               | Kobra                           | Co-Komponist               |
| 2011 | Die Art wie wir leben     | Bushido feat. Booba             | Co-Komponist, Co-Produzent |
| 2010 | Die ganze Galaxie         | Berlins Most Wanted             | Co-Komponist               |
| 2011 | Dirty White Boy           | Fler                            | Co-Komponist, Co-Produzent |
| 2012 | Do You Like What You See  | Ivy Quainoo                     | Co-Komponist               |
| 2004 | Donnerstag                | Mad Maks & Chrizzow Flex        | Produzent                  |
| 2011 | Du bist ein Mensch        | Bushido feat. Xavier Naidoo     | Co-Komponist, Co-Produzent |
| 2011 | Du bist Out               | Fler                            | Co-Komponist, Co-Produzent |
| 2011 | Du bist Vergangenheit     | Kitty Kat feat. Cassandra Steen | Co-Komponist, Co-Produzent |
| 2010 | Du fehlst mir             | Kay One feat. Bushido           | Co-Komponist, Co-Produzent |
| 2011 | Du schaffst das           | Silla feat. Shizoe              | Co-Komponist               |
| 2012 | Du willst ein Rapper      | Fler & Silla                    | Co-Komponist, Co-Produzent |

## E
| Jahr | Titel                      | Interpret                | Funktion                   |
| ---- | -------------------------- | ------------------------ | -------------------------- |
| 2010 | Ein guter Tag              | Kay One                  | Co-Komponist, Co-Produzent |
| 2011 | Ein Märchen                | 23                       | Co-Komponist, Co-Produzent |
| 2004 | Einzelkämpfer              | Mad Maks & Chrizzow Flex | Produzent                  |
| 2010 | Eiszeit                    | Adel Tawil               | Co-Produzent               |
| 2011 | Engel links, Teufel rechts | 23                       | Co-Komponist, Co-Produzent |
| 2007 | Erkenntnis                 | Taichi feat. Casper      | Co-Komponist               |
| 2011 | Erwachsen sein             | 23 feat. Peter Maffay    | Co-Produzent               |
| 2009 | Es gibt kein Zurück        | Kitty Kat                | Co-Komponist, Co-Produzent |
| 2007 | Es ist hart                | Godsilla                 | Produzent                  |
| 2012 | Euer bester Feind          | Bushido                  | Co-Komponist, Co-Produzent |
| 2009 | Ewigkeit                   | Fler                     | Co-Komponist, Produzent    |
| 2009 | Ex-Guter Junge             | Bass Sultan Hengzt       | Komponist, Produzent       |

## F
| Jahr | Titel                       | Interpret                        | Funktion                   |
| ---- | --------------------------- | -------------------------------- | -------------------------- |
| 2013 | Fack Ju Göhte Beat          | Djorkaeff & Beatzarre            | Co-Komponist, Co-Produzent |
| 2012 | Ferien auf Balkonien        | Die Atzen & Sady K               | Co-Komponist, Co-Produzent |
| 2010 | Feuerzeug                   | Adel Tawil                       | Co-Produzent               |
| 2009 | Fich die Welt               | Bass Sultan Hengzt feat. Orgi 69 | Komponist, Produzent       |
| 2025 | Ficka                       | Sarah Connor                     | Co-Komponist, Co-Produzent |
| 2015 | Finishing Move              | Bushido                          | Co-Komponist, Co-Produzent |
| 2008 | Fler vs. Frank White        | Fler feat. Patrice               | Co-Komponist, Produzent    |
| 2010 | Flersguterjunge             | Fler feat. Bushido               | Co-Komponist, Co-Produzent |
| 2014 | Fotzen                      | Bushido                          | Co-Komponist, Co-Produzent |
| 2004 | Frag nicht                  | Mad Maks & Chrizzow Flex         | Produzent                  |
| 2011 | Freunde werden Feinde       | Fler                             | Co-Komponist, Co-Produzent |
| 2010 | Fuck tha Police 2010        | Azad feat. Godsilla & Navigator  | Co-Komponist               |
| 2005 | Fuck uns ab                 | Taichi                           | Co-Komponist               |
| 2009 | Funkel funkel kleiner Stern | Bass Sultan Hengzt               | Komponist, Produzent       |
| 2010 | Für dich da sein            | Berlins Most Wanted              | Co-Komponist               |
| 2014 | Für immer                   | Shindy                           | Co-Komponist, Co-Produzent |
| 2015 | Für immer Wochenende        | Weekend                          | Co-Komponist, Co-Produzent |

## G
| Jahr | Titel                   | Interpret                                | Funktion                   |
| ---- | ----------------------- | ---------------------------------------- | -------------------------- |
| 2015 | Gangsta Gangsta         | Bushido                                  | Co-Komponist, Co-Produzent |
| 2014 | Gangsta Rap Kings       | Bushido feat. Kollegah & Farid Bang      | Co-Komponist, Co-Produzent |
| 2011 | Geboren um frei zu sein | Sido                                     | Co-Komponist, Co-Produzent |
| 2006 | Geboren zum Rapper      | Taichi feat. Tefla                       | Co-Komponist               |
| 2011 | Gebt alles              | Cassandra Steen                          | Co-Komponist, Co-Produzent |
| 2012 | Geh beiseite            | Fler & Silla                             | Co-Komponist, Co-Produzent |
| 2010 | Geld, Sex und Ruhm      | Berlins Most Wanted                      | Co-Komponist               |
| 2010 | Gewaltbereit            | Fler                                     | Co-Komponist, Co-Produzent |
| 2015 | Gewachsen auf Beton     | BTNG                                     | Co-Komponist, Co-Produzent |
| 2015 | Ghetto VIP              | BTNG feat. KC Rebell                     | Co-Produzent               |
| 2009 | Gib mir Milch           | Kitty Kat                                | Co-Komponist, Co-Produzent |
| 2008 | Glaub an dich           | Frank White & Godsilla feat. She Raw     | Co-Komponist, Co-Produzent |
| 2009 | Goldkettentrend III     | Bass Sultan Hengzt feat. Godsilla & Amar | Komponist, Produzent       |
| 2012 | Grenzenlos              | Bushido feat. Julian Williams            | Co-Komponist, Co-Produzent |
| 2004 | Grillmeister            | Mad Maks & Chrizzow Flex                 | Produzent                  |
| 2025 | Gut genug               | Céline                                   | Co-Komponist, Co-Produzent |

## H
| Jahr | Titel              | Interpret                    | Funktion                   |
| ---- | ------------------ | ---------------------------- | -------------------------- |
| 2014 | Haifisch           | Bushido                      | Co-Komponist, Co-Produzent |
| 2014 | Hallo?!            | Sam                          | Co-Komponist, Co-Produzent |
| 2010 | Halt mich fest     | Fler feat. Reason            | Co-Komponist, Co-Produzent |
| 2012 | Hass               | Bushido                      | Co-Komponist, Co-Produzent |
| 2011 | Hassliebe          | Bushido feat. Kay One        | Co-Komponist, Co-Produzent |
| 2012 | Herbst             | Silla feat. David Pino       | Co-Komponist               |
| 2012 | Herz aus Stein     | Kay One                      | Co-Komponist, Co-Produzent |
| 2009 | Hey du!            | Sido                         | Co-Komponist, Co-Produzent |
| 2015 | Hier               | BTNG                         | Co-Komponist, Co-Produzent |
| 2013 | Highschool Musical | Shindy                       | Co-Komponist, Co-Produzent |
| 2015 | Himmel             | BTNG                         | Co-Komponist, Co-Produzent |
| 2015 | Holding On         | Mr. Da-Nos feat. Nico Santos | Co-Komponist, Co-Produzent |
| 2015 | Human Centipede    | Bushido                      | Co-Komponist, Co-Produzent |

## I
| Jahr | Titel                         | Interpret                                  | Funktion                   |
| ---- | ----------------------------- | ------------------------------------------ | -------------------------- |
| 2012 | I Need a Girl (Part III)      | Kay One feat. Mario Winans                 | Co-Komponist, Co-Produzent |
| 2013 | Ice-T                         | Shindy                                     | Co-Komponist, Co-Produzent |
| 2006 | Icezeit                       | Taichi                                     | Co-Komponist               |
| 2009 | Ich bereue nichts             | Sido feat. G-Hot                           | Co-Komponist, Co-Produzent |
| 2008 | Ich bin ein Rapper            | Frank White & Godsilla                     | Co-Komponist, Produzent    |
| 2009 | Ich bin eine von euch         | Kitty Kat                                  | Co-Komponist, Co-Produzent |
| 2010 | Ich brech die Herzen          | Kay One                                    | Co-Komponist, Co-Produzent |
| 2012 | Ich liebe euch                | Kay One                                    | Co-Komponist, Co-Produzent |
| 2015 | Ich muss gucken wo ich bleib  | Bushido                                    | Co-Komponist, Co-Produzent |
| 2009 | Ich sing nicht mehr für dich  | Fler feat. Doreen                          | Co-Komponist, Co-Produzent |
| 2007 | Ich singe gerne über Sex      | King Orgasmus One feat. Bass Sultan Hengzt | Produzent                  |
| 2010 | Ich spiel, um zu gewinnen     | Fler                                       | Co-Komponist, Co-Produzent |
| 2007 | Ich vermiss dich              | Godsilla feat. Bintia                      | Produzent                  |
| 2009 | Ich werde nie vergessen       | Fler feat. Beatzarre                       | Co-Komponist, Produzent    |
| 2019 | If I Wasn’t Your Daughter     | Lena Meyer-Landrut                         | Co-Komponist               |
| 2008 | ILM                           | Orgasmus, Godsilla & Sera Finale           | Co-Produzent               |
| 2011 | Im Bus ganz hinten            | Fler                                       | Co-Komponist, Co-Produzent |
| 2004 | Im Fadenkreuz                 | Mad Maks & Chrizzow Flex                   | Produzent                  |
| 2013 | Immer da                      | Adel Tawil                                 | Co-Komponist, Co-Produzent |
| 2013 | Immer immer mehr              | Shindy feat. Bushido & Sido                | Co-Komponist, Co-Produzent |
| 2015 | Immer noch 2015               | Bushido                                    | Co-Komponist, Co-Produzent |
| 2010 | In Liebe, dein Bruder         | Kay One                                    | Co-Komponist, Co-Produzent |
| 2012 | Inferno                       | Freaky T                                   | Co-Komponist, Co-Produzent |
| 2005 | Intro                         | Taichi                                     | Co-Komponist               |
| 2015 | Intro                         | Bushido                                    | Co-Produzent               |
| 2015 | Intro                         | Ali Bumaye                                 | Co-Produzent               |
| 2010 | Irgendwann                    | Kay One                                    | Co-Komponist, Co-Produzent |
| 2012 | Irgendwann kommt alles zurück | Fler & Silla                               | Co-Komponist, Co-Produzent |

## J
| Jahr | Titel                | Interpret    | Funktion                   |
| ---- | -------------------- | ------------ | -------------------------- |
| 2006 | Jedem das Seine      | Taichi       | Co-Komponist               |
| 2014 | Jeder meiner Freunde | Bushido      | Co-Komponist, Co-Produzent |
| 2014 | JFK                  | Shindy       | Co-Komponist, Co-Produzent |
| 2014 | John Wayne           | Bushido      | Co-Komponist, Co-Produzent |
| 2014 | Julius Caesar        | Shindy       | Co-Produzent               |
| 2015 | Junge                | Bushido      | Co-Komponist, Co-Produzent |
| 2014 | Just Not into You    | Aneta Sablik | Co-Komponist, Co-Produzent |

## K
| Jahr | Titel                  | Interpret                 | Funktion                   |
| ---- | ---------------------- | ------------------------- | -------------------------- |
| 2015 | Käfigtiger             | BTNG                      | Co-Komponist, Co-Produzent |
| 2004 | KAD - Intro            | Mad Maks & Chrizzow Flex  | Produzent                  |
| 2004 | KAD2 - Intro           | Mad Maks & Chrizzow Flex  | Produzent                  |
| 2013 | Kater am Meer          | Adel Tawil                | Co-Komponist, Co-Produzent |
| 2013 | Kein Fick              | Shindy                    | Co-Komponist, Co-Produzent |
| 2011 | Kein Mommentar         | Fler                      | Co-Komponist, Co-Produzent |
| 2010 | Kenneth allein zu Haus | Kay One                   | Co-Komponist, Co-Produzent |
| 2012 | Kettenreaktion         | MoTrip feat. JokA & Silla | Co-Komponist, Co-Produzent |
| 2015 | Kevlar                 | BTNG                      | Co-Komponist, Co-Produzent |
| 2007 | Kinder der Straße      | Godsilla feat. Asek       | Produzent                  |
| 2009 | Kitty Kat              | Kitty Kat                 | Co-Komponist, Co-Produzent |
| 2013 | Klassenzimmer Beat     | Djorkaeff & Beatzarre     | Co-Komponist, Co-Produzent |
| 2012 | Kleine Bushidos        | Bushido                   | Co-Komponist, Co-Produzent |
| 2012 | Kleines Miststück      | Kay One                   | Co-Komponist, Co-Produzent |
| 2015 | Klopf klopf            | SDP                       | Co-Komponist, Co-Produzent |
| 2015 | Kommt Zeit kommt Rat   | Bushido                   | Co-Komponist, Co-Produzent |
| 2012 | Königinnen             | Bahar Kızıl               | Co-Komponist               |
| 2011 | Kopf kaputt            | 23                        | Co-Komponist, Co-Produzent |
| 2010 | Kopfgefickt            | Fler feat. Silla          | Co-Produzent               |

## L
| Jahr | Titel                              | Interpret                      | Funktion                   |
| ---- | ---------------------------------- | ------------------------------ | -------------------------- |
| 2019 | La Haine                           | Luciano                        | Co-Komponist, Co-Produzent |
| 2012 | La ola                             | Die Atzen                      | Co-Komponist, Co-Produzent |
| 2012 | Lagerfeld Flow                     | Kay One feat. Bushido & Shindy | Co-Komponist, Co-Produzent |
| 2012 | Lass mich allein                   | Bushido                        | Co-Komponist, Co-Produzent |
| 2010 | Lauf, Nutte, lauf!                 | Berlins Most Wanted            | Co-Komponist               |
| 2006 | Leaders                            | Taichi feat. Kobra             | Co-Komponist               |
| 2006 | Leb deinen Traum                   | Taichi feat. Vanessa S.        | Co-Komponist               |
| 2013 | Leben und Tod des Kenneth Glöckler | Bushido                        | Co-Komponist               |
| 2012 | Lebende Legende                    | Bushido                        | Co-Komponist, Co-Produzent |
| 2021 | Leere Hände                        | Santos feat. Sido & Samra      | Co-Komponist, Co-Produzent |
| 2008 | Letzter Track (Deine Frau)         | Frank White & Godsilla         | Co-Komponist, Produzent    |
| 2013 | Lieblingslied                      | Shindy feat. Julian Williams   | Co-Komponist, Co-Produzent |
| 2013 | Lieder                             | Adel Tawil                     | Co-Produzent               |
| 2015 | Lila Scheine lügen nicht           | Bushido                        | Co-Komponist, Co-Produzent |
| 2011 | Live aus Berlin                    | Silla feat. Fler               | Co-Komponist               |
| 2012 | Looki Looki                        | Die Atzen                      | Co-Komponist, Co-Produzent |
| 2010 | Los, lauf!                         | Fler                           | Co-Komponist, Co-Produzent |
| 2017 | Lost in You                        | Lena                           | Co-Komponist, Co-Produzent |

## M
| Jahr | Titel                 | Interpret                                       | Funktion                   |
| ---- | --------------------- | ----------------------------------------------- | -------------------------- |
| 2012 | Mach dein Ding        | Die Atzen                                       | Co-Komponist, Co-Produzent |
| 2009 | Macht & Ruhm          | Fler feat. Sido                                 | Co-Komponist, Co-Produzent |
| 2010 | Mafia                 | King Orgasmus One feat. Don Sarracino           | Produzent                  |
| 2011 | Marlboro Mann         | Silla                                           | Co-Komponist               |
| 2013 | Martin Scorsese       | Shindy feat. Eko Fresh                          | Co-Komponist, Co-Produzent |
| 2012 | Maskulin 2012         | Fler / Silla / G-Hot / Nicone / Dizztino        | Co-Komponist, Co-Produzent |
| 2008 | Maskulin, Maskulin    | Frank White & Godsilla feat. Bass Sultan Hengzt | Co-Komponist, Produzent    |
| 2010 | Mein ein und alles    | Berlins Most Wanted                             | Co-Komponist               |
| 2009 | Mein Haus             | Fler                                            | Co-Komponist, Co-Produzent |
| 2005 | Mein Life is ne Bitch | Taichi                                          | Co-Komponist               |
| 2011 | Mein Lifestyle        | Fler feat. Moe Mitchell                         | Co-Komponist, Co-Produzent |
| 2008 | Mein Mädchen          | Fler                                            | Co-Komponist, Produzent    |
| 2005 | Mein Mic              | Taichi                                          | Co-Komponist               |
| 2013 | Mein Shit             | Shindy                                          | Co-Produzent               |
| 2009 | Meine Strasse         | Fler                                            | Co-Komponist, Produzent    |
| 2014 | Messerstecherei       | Bushido                                         | Co-Komponist, Co-Produzent |
| 2009 | Mit dir               | Kitty Kat feat. Sido                            | Co-Komponist, Co-Produzent |
| 2011 | Mit nem Lächeln       | 23                                              | Co-Komponist, Co-Produzent |
| 2012 | Mitten im Leben       | Bushido                                         | Co-Komponist, Co-Produzent |
| 2014 | Mitten in der Nacht   | Bushido                                         | Co-Komponist, Co-Produzent |
| 2009 | Miyo!                 | Kitty Kat                                       | Co-Komponist, Co-Produzent |
| 2014 | Mo Hotta Mo Betta     | The Baseballs                                   | Co-Komponist               |
| 2011 | Moment                | Doreen                                          | Co-Komponist, Co-Produzent |
| 2011 | Monopol               | Bushido                                         | Co-Komponist, Co-Produzent |
| 2004 | Müde                  | Mad Maks & Chrizzow Flex feat. BierPimp         | Produzent                  |
| 2009 | Muchachos             | Bass Sultan Hengzt                              | Komponist, Produzent       |
| 2012 | Muchos dankos         | Die Atzen                                       | Co-Komponist, Co-Produzent |

## N
| Jahr | Titel                       | Interpret                         | Funktion                   |
| ---- | --------------------------- | --------------------------------- | -------------------------- |
| 2009 | N.W.O.                      | Bass Sultan Hengzt                | Komponist, Produzent       |
| 2008 | Nacht und Nebel Aktion      | Fler feat. Godsilla               | Co-Komponist, Produzent    |
| 2012 | Nenn es wie du willst       | Fler & Silla                      | Co-Komponist, Co-Produzent |
| 2010 | Neues ich                   | Fler                              | Co-Komponist, Co-Produzent |
| 2012 | Nice                        | Fler & Silla                      | Co-Komponist, Co-Produzent |
| 2009 | Nicht mit mir               | Bass Sultan Hengzt feat. Sido     | Komponist, Produzent       |
| 2012 | Nicht so wie ihr            | Bushido                           | Co-Komponist, Co-Produzent |
| 2004 | Nicht wirklich              | Mad Maks & Chrizzow Flex          | Produzent                  |
| 2010 | Nichts ist für immer        | Kay One feat. Philippe Heithier   | Co-Komponist, Co-Produzent |
| 2011 | Nichts ist für immer        | Bushido                           | Co-Komponist, Co-Produzent |
| 2014 | Nie ein Rapper II           | Bushido                           | Co-Komponist, Co-Produzent |
| 2010 | Nie vorbei                  | Kay One feat. Philippe Heithier   | Co-Komponist, Co-Produzent |
| 2007 | Niemals                     | Godsilla feat. Bass Sultan Hengzt | Produzent                  |
| 2014 | Nikotin & Alkohol           | Shindy feat. Bushido              | Co-Komponist, Co-Produzent |
| 2009 | No hay mal                  | Culcha Candela                    | Co-Komponist, Co-Produzent |
| 2014 | No Joke                     | Shindy feat. Ali Bumaye           | Co-Komponist, Co-Produzent |
| 2010 | Noch zu lernen              | Kay One                           | Co-Komponist, Co-Produzent |
| 2015 | Normal                      | BTNG                              | Co-Komponist, Co-Produzent |
| 2021 | Null auf 100                | Helene Fischer                    | Co-Komponist               |
| 2009 | Nummer eins                 | Bass Sultan Hengzt feat. JokA     | Co-Komponist, Co-Produzent |
| 2011 | Nur der Mond ist mein Zeuge | Silla feat. Fler & Reason         | Co-Komponist               |
| 2010 | Nur Gott kann uns richten   | Berlins Most Wanted               | Co-Komponist               |
| 2013 | NWA                         | Shindy                            | Co-Komponist, Co-Produzent |

## O
| Jahr | Titel      | Interpret  | Funktion                   |
| ---- | ---------- | ---------- | -------------------------- |
| 2013 | Oma        | Shindy     | Co-Komponist, Co-Produzent |
| 2005 | On Air     | Taichi     | Co-Komponist               |
| 2014 | Osama Flow | Bushido    | Co-Komponist, Co-Produzent |
| 2005 | Outro      | Taichi     | Co-Komponist               |
| 2010 | Outro      | Kay One    | Co-Komponist, Co-Produzent |
| 2012 | Outro      | Kay One    | Co-Komponist, Co-Produzent |
| 2015 | Outro      | Ali Bumaye | Co-Produzent               |

## P
| Jahr | Titel             | Interpret                   | Funktion                   |
| ---- | ----------------- | --------------------------- | -------------------------- |
| 2012 | P1                | Kay One                     | Co-Komponist, Co-Produzent |
| 2014 | Pancakes          | Shindy                      | Co-Komponist, Co-Produzent |
| 2013 | Paradies          | Adel Tawil                  | Co-Komponist, Co-Produzent |
| 2008 | Pass auf          | Fler feat. Godsilla She Raw | Co-Komponist, Produzent    |
| 2007 | Pass auf dich auf | Godsilla feat. JokA         | Produzent                  |
| 2004 | Pimp Shit         | Mad Maks & Chrizzow Flex    | Produzent                  |
| 2019 | Play with Fire    | Nico Santos                 | Co-Komponist, Co-Produzent |
| 2015 | POV               | Bushido                     | Co-Komponist, Co-Produzent |
| 2009 | Props             | Bass Sultan Hengzt          | Komponist, Produzent       |
| 2006 | Pssst             | Taichi                      | Co-Komponist               |

## R
| Jahr | Titel             | Interpret                         | Funktion                   |
| ---- | ----------------- | --------------------------------- | -------------------------- |
| 2012 | Rain on You       | Kay One feat. Emory               | Co-Komponist, Co-Produzent |
| 2015 | Rap               | Bushido                           | Co-Komponist, Co-Produzent |
| 2009 | Rap Electroschock | Fler feat. Godsilla               | Co-Komponist, Co-Produzent |
| 2010 | Rapstar           | Berlins Most Wanted               | Co-Komponist               |
| 2012 | Reich & schön     | Kay One feat. Emory               | Co-Komponist, Co-Produzent |
| 2012 | Renate            | Kay One                           | Co-Komponist, Co-Produzent |
| 2013 | Rentner           | Shindy                            | Co-Komponist, Co-Produzent |
| 2010 | Rockstar          | Kay One feat. NYZE & Benny Blanko | Co-Komponist, Co-Produzent |
| 2006 | Ruf               | Taichi feat. Kobra                | Co-Komponist               |
| 2009 | Ruf mich          | Sido feat. Kitty Kat & Bintia     | Co-Komponist, Co-Produzent |
| 2010 | Russisch Roulette | Fler                              | Co-Produzent               |

## S
| Jahr | Titel                     | Interpret                                     | Funktion                   |
| ---- | ------------------------- | --------------------------------------------- | -------------------------- |
| 2011 | S.I. 2011                 | Silla feat. Bintia                            | Co-Komponist               |
| 2014 | Safe                      | Shindy                                        | Co-Komponist, Co-Produzent |
| 2015 | Safe (Skit)               | Ali Bumaye                                    | Co-Komponist, Co-Produzent |
| 2015 | Schattenbruder            | BTNG                                          | Co-Komponist, Co-Produzent |
| 2011 | Schattenseiten            | 23                                            | Co-Komponist, Co-Produzent |
| 2009 | Scheiss auf dich          | Fler feat. Bass Sultan Hengzt                 | Co-Komponist, Produzent    |
| 2008 | Schlaflos                 | Frank White & Godsilla feat. Sido + Ozan      | Co-Komponist, Produzent    |
| 2011 | Schlechte Zeiten          | Bushido                                       | Co-Komponist, Co-Produzent |
| 2015 | Schluss mit Gerede        | Bushido feat. Ali Bumaye                      | Co-Komponist, Co-Produzent |
| 2013 | Schnee                    | Adel Tawil                                    | Co-Produzent               |
| 2011 | Schöne neue Welt          | 23 feat. Kay One                              | Co-Komponist, Co-Produzent |
| 2009 | Schulsong                 | Fler                                          | Co-Komponist, Produzent    |
| 2010 | Schwer erziehbar 2010     | Fler                                          | Co-Komponist, Co-Produzent |
| 2005 | Seine Zeit                | Taichi feat. Nicus                            | Co-Komponist               |
| 2008 | Seit MTV                  | Frank White & Godsilla                        | Co-Komponist, Co-Produzent |
| 2010 | Sexy Teens                | Kay One                                       | Co-Komponist, Co-Produzent |
| 2009 | Sie bleibt                | Sido                                          | Co-Komponist, Co-Produzent |
| 2010 | Sie wissen, wer wir sind  | Berlins Most Wanted                           | Co-Komponist               |
| 2015 | Skit                      | Bushido feat. Ali Bumaye                      | Co-Produzent               |
| 2012 | Snare drum ich rap        | Bushido feat. MoTrip                          | Co-Komponist, Co-Produzent |
| 2010 | So allein                 | Kay One                                       | Co-Komponist, Co-Produzent |
| 2011 | So mach ich es            | 23                                            | Co-Komponist, Co-Produzent |
| 2004 | So schlimm isses nich’    | Mad Maks & Chrizzow Flex                      | Produzent                  |
| 2015 | Sonny und die Gang        | Bushido                                       | Co-Komponist, Co-Produzent |
| 2011 | Spiegelbild               | Fler                                          | Co-Komponist, Co-Produzent |
| 2013 | Spiegelbild               | Shindy feat. Julian Williams                  | Co-Komponist, Co-Produzent |
| 2009 | Spiel mit mir             | Kitty Kat                                     | Co-Komponist, Co-Produzent |
| 2012 | Sportsfreund              | Kay One feat. Shindy                          | Co-Komponist, Co-Produzent |
| 2013 | Springfield               | Shindy feat. Bushido                          | Co-Komponist, Co-Produzent |
| 2014 | Standing Ovations         | Shindy                                        | Co-Komponist, Co-Produzent |
| 2014 | Sterne                    | Shindy feat. Bushido                          | Co-Komponist, Co-Produzent |
| 2014 | Steve Blowjobs            | Shindy                                        | Co-Komponist, Co-Produzent |
| 2014 | Steve Urkel               | Shindy                                        | Co-Produzent               |
| 2006 | Stoff aus dem Träume sind | Taichi feat. Sentino                          | Co-Komponist               |
| 2011 | Streetkings               | Silla feat. Navigator                         | Co-Komponist               |
| 2007 | Strassenmucke             | MOK feat. Sido & Fler                         | Co-Komponist               |
| 2013 | Stress ohne Grund         | Shindy feat. Bushido                          | Co-Komponist, Co-Produzent |
| 2006 | Stück vom Glück           | Taichi feat. Maliq                            | Co-Komponist               |
| 2010 | Style & das Geld          | Kay One feat. Sonny Black                     | Co-Komponist, Co-Produzent |
| 2011 | Süchtig                   | Silla feat. Bizzy Montana, Nicone & Navigator | Co-Komponist               |
| 2011 | Südberlin auf Bewährung   | Fler                                          | Co-Produzent               |
| 2007 | Südberlin Maskulin        | Godsilla feat. Frank White                    | Produzent                  |
| 2023 | Summertime                | Kontra K feat. Lana Del Rey                   | Co-Komponist, Co-Produzent |

## T
| Jahr | Titel             | Interpret                        | Funktion                   |
| ---- | ----------------- | -------------------------------- | -------------------------- |
| 2006 | Tacheles          | Taichi feat. Manuellsen          | Co-Komponist               |
| 2011 | Tanz              | Cassandra Steen                  | Co-Komponist, Co-Produzent |
| 2015 | Tempelhofer Junge | Bushido                          | Co-Komponist, Co-Produzent |
| 2010 | Teufel auf Erden  | Berlins Most Wanted              | Co-Komponist               |
| 2014 | That Man Is Mine  | Aneta Sablik                     | Co-Komponist, Co-Produzent |
| 2014 | The One           | Aneta Sablik                     | Co-Komponist, Co-Produzent |
| 2013 | Theater Beat      | Djorkaeff & Beatzarre            | Co-Komponist, Co-Produzent |
| 2014 | Thriller          | Shindy                           | Co-Komponist, Co-Produzent |
| 2019 | Tilidin           | Capital Bra & Samra              | Co-Komponist, Co-Produzent |
| 2008 | Tok Tok           | Orgasmus, Godsilla & Sera Finale | Co-Produzent               |
| 2004 | Tollwut           | Mad Maks & Chrizzow Flex         | Produzent                  |
| 2006 | Top Story         | Taichi                           | Co-Komponist               |
| 2015 | Träume            | Kontra K                         | Co-Komponist               |
| 2011 | Träumer/Jetlag    | Silla                            | Co-Komponist               |

## U
| Jahr | Titel            | Interpret                                               | Funktion                   |
| ---- | ---------------- | ------------------------------------------------------- | -------------------------- |
| 2006 | Über Deutschland | Abroo feat. Manuellsen & Snaga & Pillath & Conny Walker | Co-Komponist, Co-Produzent |
| 2020 | Übermorgen       | Mark Forster                                            | Co-Komponist, Co-Produzent |
| 2011 | Um uns rum       | Fler feat. G-Hot & Nicone                               | Co-Komponist, Co-Produzent |
| 2008 | Unsere Zeit      | Frank White & Godsilla                                  | Co-Komponist, Produzent    |
| 2011 | Unsterblich      | Bushido feat. J-Luv                                     | Co-Komponist, Co-Produzent |
| 2012 | Unter Palmen     | Kay One feat. Benny Blanko                              | Co-Komponist, Co-Produzent |
| 2004 | Untitled         | Mad Maks & Chrizzow Flex                                | Produzent                  |
| 2009 | Usw.             | Fler                                                    | Co-Komponist, Produzent    |

## V
| Jahr | Titel                 | Interpret                       | Funktion                   |
| ---- | --------------------- | ------------------------------- | -------------------------- |
| 2015 | V12                   | BTNG                            | Co-Komponist, Co-Produzent |
| 2021 | Vamos a marte         | Helene Fischer feat. Luis Fonsi | Co-Komponist, Co-Produzent |
| 2008 | Vater unser           | Frank White & Godsilla          | Co-Komponist, Produzent    |
| 2014 | Venedig               | Shindy                          | Co-Komponist, Co-Produzent |
| 2011 | Vergiss mich          | Bushido feat. J-Luv             | Co-Komponist, Co-Produzent |
| 2013 | Vermiss mich          | Adel Tawil                      | Co-Komponist, Co-Produzent |
| 2011 | Verriegel deine Tür   | 23                              | Co-Komponist, Co-Produzent |
| 2010 | Verzeih mir           | Kay One feat. Philippe Heithier | Co-Komponist, Co-Produzent |
| 2007 | Viel zu wenig         | Godsilla feat. Sera Finale      | Produzent                  |
| 2012 | Villa auf Hawaii      | Kay One feat. Shindy            | Co-Komponist, Co-Produzent |
| 2011 | Vogel flieg           | Silla feat. Kitty Kat           | Co-Komponist               |
| 2011 | Vorsicht zerbrechlich | Dorren                          | Co-Komponist               |

## W
| Jahr | Titel                          | Interpret                         | Funktion                   |
| ---- | ------------------------------ | --------------------------------- | -------------------------- |
| 2012 | Walk Man                       | Ivy Quainoo                       | Co-Komponist               |
| 2011 | Wärst du immer noch hier?      | Bushido                           | Co-Komponist, Co-Produzent |
| 2013 | Warum ich das mach …?          | Shindy                            | Co-Komponist, Co-Produzent |
| 2010 | Was du machst in ’nem Monat    | Berlins Most Wanted               | Co-Komponist               |
| 2009 | Was ist Peace??!?!             | Fler feat. Godsilla & Sera Finale | Co-Komponist, Co-Produzent |
| 2008 | Was los ?!?                    | Frank White & Godsilla            | Co-Komponist, Produzent    |
| 2010 | Weg eines Kriegers             | Berlins Most Wanted               | Co-Komponist               |
| 2011 | Weil du mich liebst            | Dorren                            | Co-Produzent               |
| 2007 | Wein oder Wasser               | Taichi feat. Ercandize            | Co-Komponist               |
| 2006 | Weiß was es ist                | Samy Deluxe                       | Co-Komponist               |
| 2015 | Wenn dein Kiefer bricht        | Bushido                           | Co-Komponist, Co-Produzent |
| 2008 | Wenn der Beat nicht läuft      | Frank White & Godsilla            | Co-Komponist, Produzent    |
| 2015 | Wenn der Beat nicht mehr läuft | Bushido                           | Co-Komponist, Co-Produzent |
| 2021 | Wenn du mich lässt             | Lea                               | Co-Komponist, Co-Produzent |
| 2010 | Wer hätte das gedacht?         | Fler                              | Co-Komponist, Co-Produzent |
| 2008 | Wie wir sind                   | Fler feat. MC Bogy                | Co-Komponist, Produzent    |
| 2015 | Wieder nach Hause              | BTNG                              | Co-Komponist, Co-Produzent |
| 2011 | Wir machen einen drauf         | Fler                              | Co-Komponist, Co-Produzent |
| 2016 | Wir sind groß                  | Mark Forster                      | Co-Komponist, Co-Produzent |
| 2011 | Wo bist du?                    | Silla                             | Co-Komponist               |
| 2010 | Wunschkonzert                  | Berlins Most Wanted               | Co-Komponist               |

## Z
| Jahr | Titel                  | Interpret                  | Funktion                   |
| ---- | ---------------------- | -------------------------- | -------------------------- |
| 2011 | Zeichen                | Fler feat. Moe Mitchell    | Co-Komponist, Co-Produzent |
| 2009 | Zeig dich ganz         | Bass Sultan Hengzt         | Komponist, Produzent       |
| 2009 | Zeiger drehen          | Bass Sultan Hengzt         | Komponist, Produzent       |
| 2008 | Zu oft                 | Frank White & Godsilla     | Co-Komponist, Produzent    |
| 2015 | Zu viel erlebt         | BTNG                       | Co-Komponist, Co-Produzent |
| 2013 | Zuhause                | Adel Tawil feat. Matisyahu | Co-Komponist, Co-Produzent |
| 2008 | Zunami Business        | Frank White & Godsilla     | Co-Komponist, Co-Produzent |
| 2007 | Zwei Welten            | Taichi feat. MOK           | Co-Komponist               |
| 2014 | Zwischen Zeit und Raum | Nazar feat. Falco          | Co-Produzent               |